# Jean-Armand du Peyrer

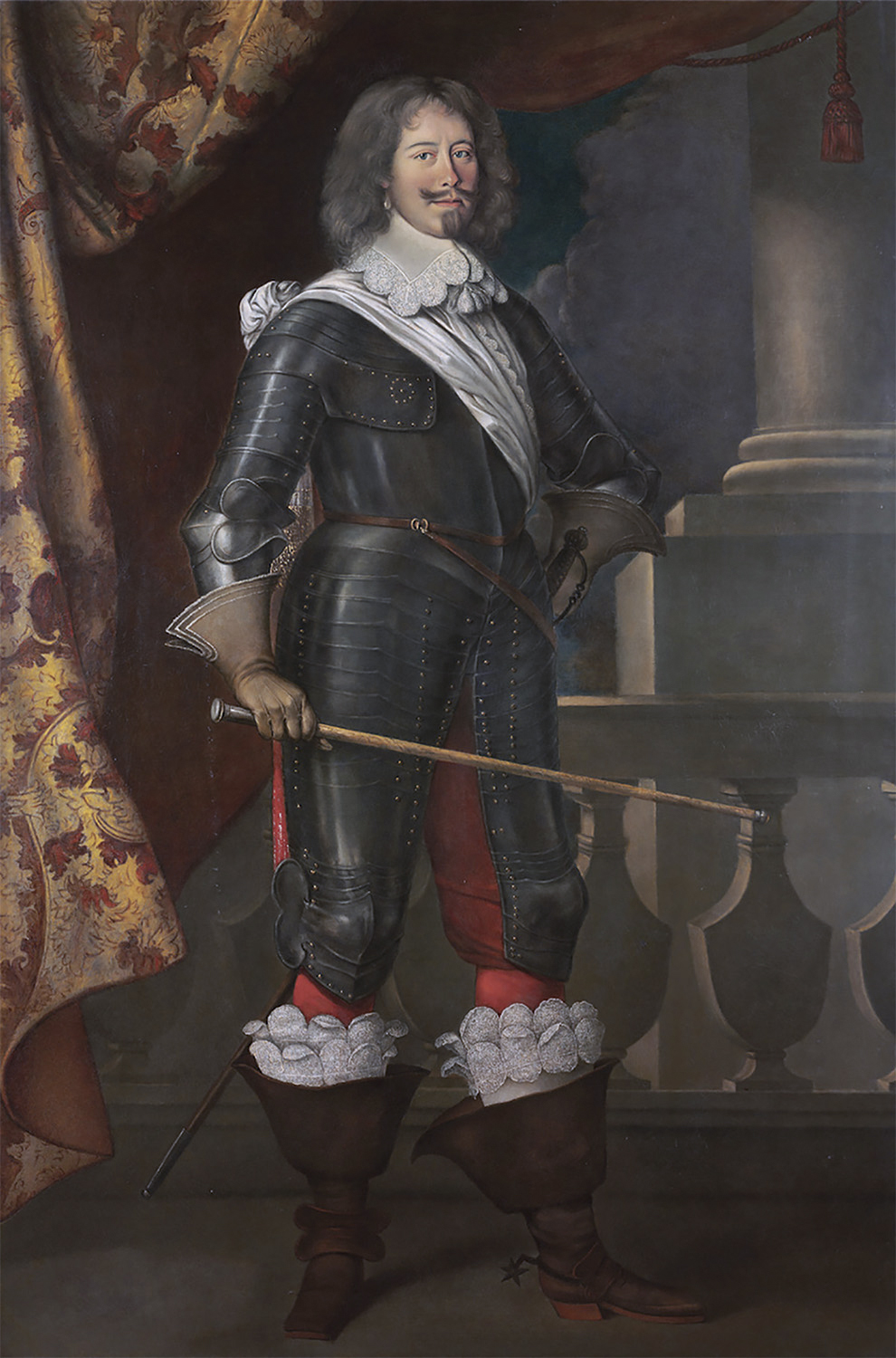
Jean-Armand du Peyrer, Comte de Tréville

Jean-Armand du Peyrer, Comte de Tréville, auch de Troisville (* 1598 in Oloron-Sainte-Marie; † 8. Mai 1672 in Trois-Villes), war ein französischer Offizier während der Regierungszeit  Ludwigs XIII. Er findet Erwähnung in Alexandre Dumas’ Roman „Die drei Musketiere“, der 1844 veröffentlicht wurde.
Tréville wurde 1598 in Oloron-Sainte-Marie als Sohn von Marie d’Aramitz und Jean du Peyrer geboren. Der Vater erwarb 1607 das Landgut Trois-Villes, eine nachmalige französische Gemeinde. Der mit dem Erwerb verbundene Adelsstand ermöglichte es dem Sohn später, eine Offizierslaufbahn im Régiment des Gardes françaises einzuschlagen, in die er 1616 eintrat. Er wechselte dann zu den Mousquetaires de la garde und nahm als Musketier 1627–1628 an der Belagerung von La Rochelle teil. 1634 wurde Tréville Capitaine-lieutenant (Kommandierender) der „Compagnie du Roi“ (die Kompanie des Königs war immer die 1. Kompanie) der Musketiere. Mehrere Verwandte Trévilles traten den Musketieren bei, darunter 1640 seine Cousins Armand de Sillègue d’Athos d’Autevielle und Henry d’Aramitz und ebenso der unter dem Namen d’Artagnan bekannte Charles d’Artagnan de Batz-Castelmore, der von Treville protegiert wurde.
Nach dem Tod Ludwigs XIII. erhob dessen Witwe Anna, als Regentin für den noch minderjährigen Ludwig XIV., 1643 Tréville in den Grafenstand. Aufgrund von Differenzen mit dem Ersten Minister Jules Mazarin gab Tréville 1646 seinen Posten bei der königlichen Garde auf und zog sich auf seine Güter zurück. Dort errichtete er nach den Plänen des Architekten François Mansart das Château d’Eliçabéa in Trois-Villes, wo er 1672 starb.